# Heilig-Geist-Kirche (Kerspleben)

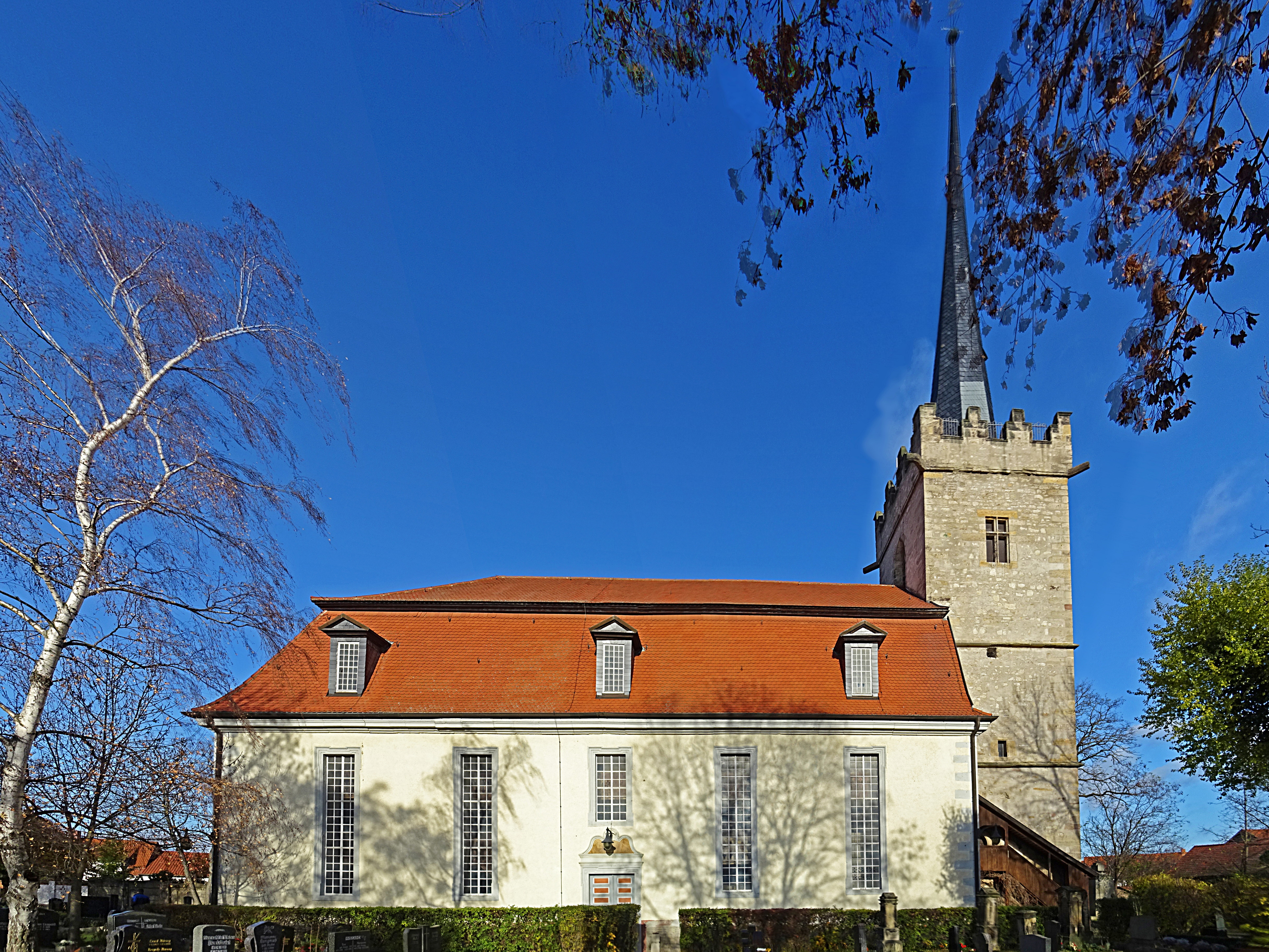
Heilige-Geist-Kirche

Die evangelische Heilige-Geist-Kirche steht im Ortsteil Kerspleben der Stadt Erfurt, Kirchplatz 1. Ihr Kirchturm ist Wahrzeichen und Silhouette des ländlichen Kerspleben.
Die Kirchengemeinde gehört zum Kirchengemeindeverband Kerspleben im Kirchenkreis Weimar der Evangelischen Kirche in Mitteldeutschland.

## Geschichte

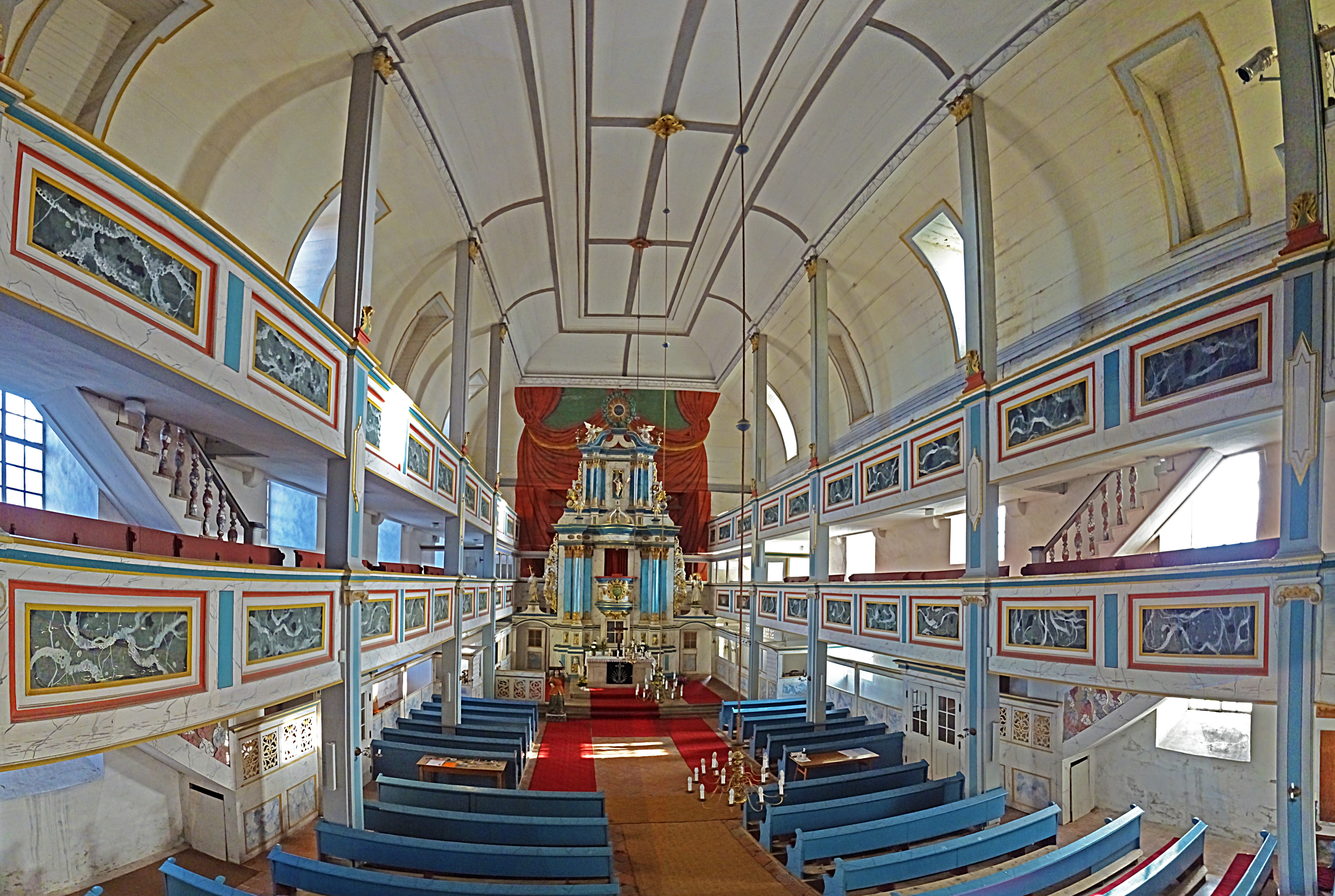
Innenansicht

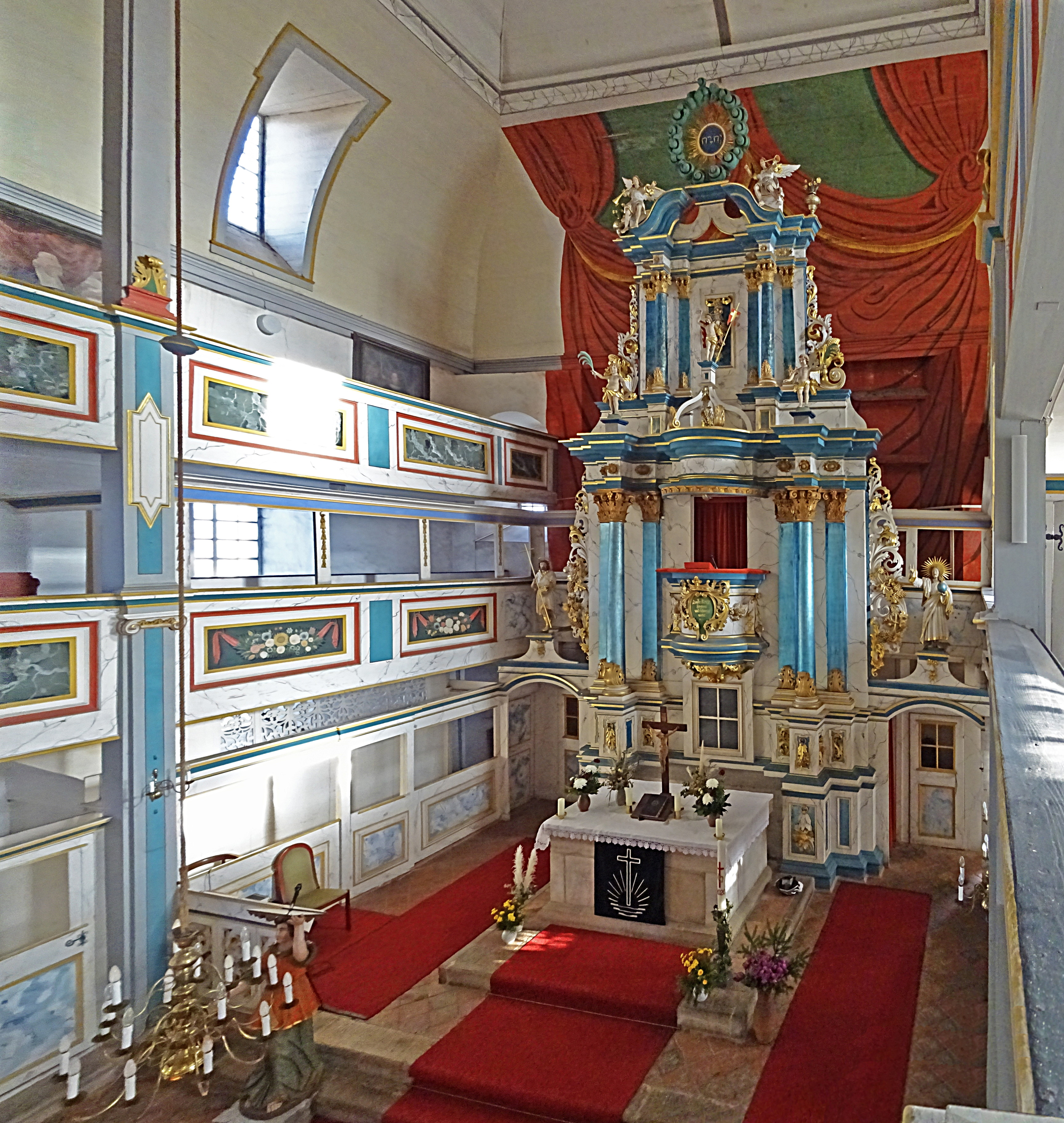
Altar

Die barocke Saalkirche wurde zwischen 1719 und 1721 gebaut. Ihre Vorgängerin war die wohl im 14. Jahrhundert an anderer Stelle erbaute Kirche St. Peter und Paul im südlichen Teil des Ortes, deren Kirchenpatronat wohl dem Peterskloster zu Erfurt unterstand.
Der Kirchturm wird auf 250 Jahre früher datiert. Er stand wahrscheinlich frei. An der Außenwand ist das Jahr 1456 eingemeißelt. Der obere Umgang am Zinnenkranz und den zwei Meter dicken Mauern mit Lichtschlitzen sowie der erhöhte Eingang auf der Südseite weisen auf den wehrhaften Charakter des Turmes hin. Der Turm hatte nicht nur Schutzfunktion für die Kirche und den Ort, sondern auch für die vorüberführende Via Regia.
Im Inneren dominieren der barocke Kanzelaltar, die Freskomalerei, ein rot gemalter Vorhang an der Wand sowie ein üppiger Orgelprospekt. Der spätgotische Flügelaltar ist mit 15 Figuren aus Lindenholz aus dem Jahr 1490 ausgestattet. Der Altar aus Burgtonna wurde Großrudestedt zugeschrieben. Ein Taufengel, ein Lesepult, ein Vortragskreuz, zwei lebensgroße Pfarrbildnisse, eine Kreuzigungstafel aus Stein an der östlichen Turmwand und einiges mehr schmücken die Kirche.
Zwischen 1969 und 1972 erfolgte eine Restaurierung, die 1992 vollendet wurde. 1996 wurden die Orgel, das Dach und die Fassade restauriert. Von 2003 bis 2004 war der Turm an der Reihe. 1996 wurden die Orgel, das Dach und die Fassade restauriert.
Seit 2018 ist die Kirche Spielort des Projektes Sommerkonzerte in Erfurter Dorfkirchen des Kammermusikvereins Erfurt.

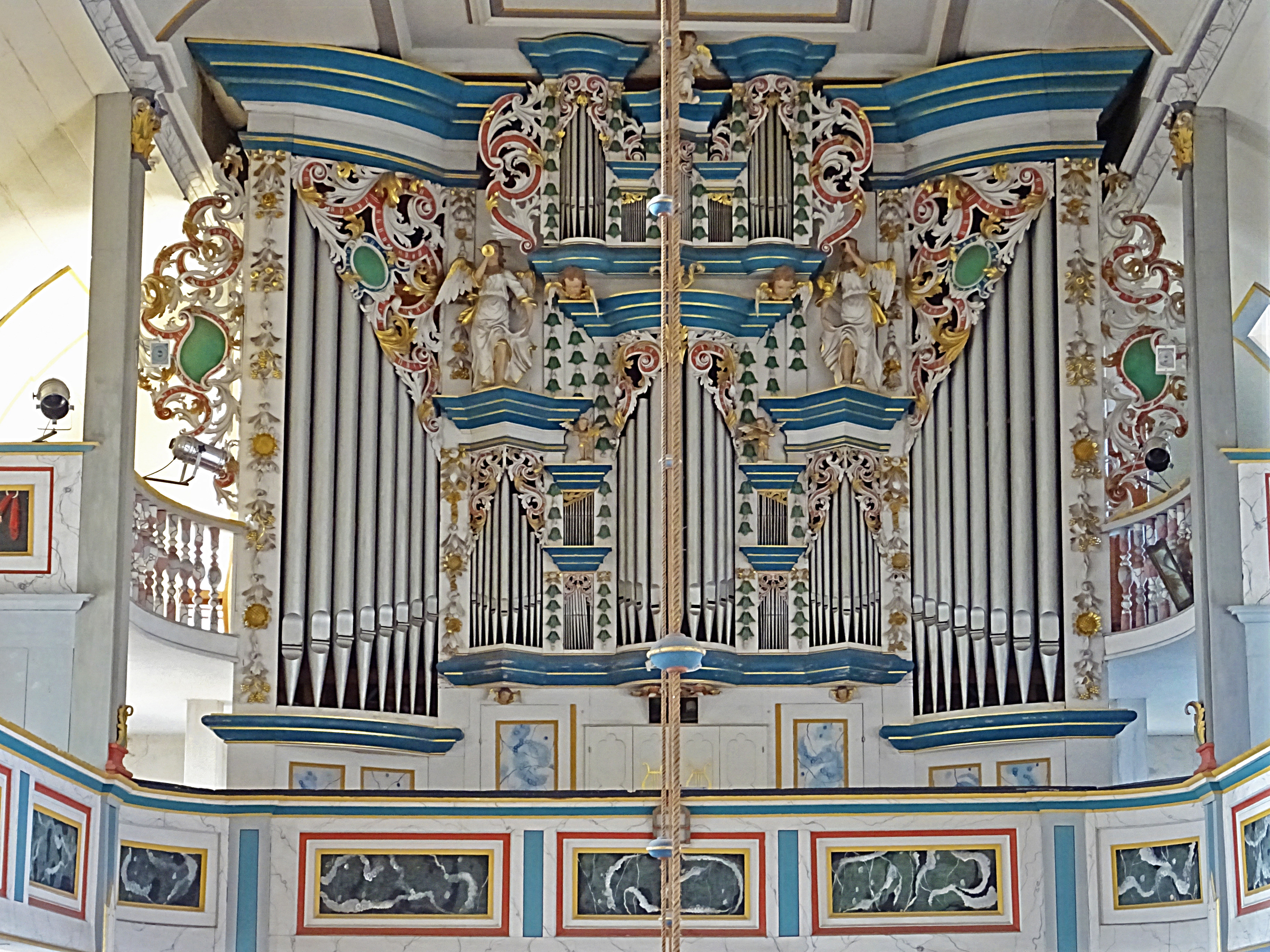
Die Schröter-Orgel

## Orgel
Die Orgel mit 31 Registern auf zwei Manualen und Pedal schuf Johann Georg Schröter aus Erfurt in den Jahren 1720 bis 1721.
Die Disposition der Orgel lautet:
| I Hauptwerk C–f3 |     |
| Bordun           | 16′ |
| Principal        | 8′  |
| Grobgedackt      | 8′  |
| Hohlflöte        | 8′  |
| Gambe            | 8′  |
| Quinte           | 6′  |
| Oktave           | 4′  |
| Flauto Amabile   | 4′  |
| Quinte           | 3′  |
| Octave           | 2′  |
| Mixtur V         |     |
| Trompete         | 8′  |

| II Oberwerk C–f3 |        |
| Lieblich Gedackt | 16′    |
| Geigenprincipal  | 8′     |
| Lieblich Gedackt | 8′     |
| Salicional       | 8′     |
| Principal        | 4′     |
| Flauto Dous      | 4′     |
| Waldflöte        | 2′     |
| Quinte           | 1 ⁄3′  |
| Terz             | 1 3⁄5′ |
| Sifflet          | 1′     |
| Mixtur III       |        |

| Pedal C–d1     |     |
| Principalbaß   | 16′ |
| Subbaß         | 16′ |
| Violonbaß      | 16′ |
| Octavbaß       | 8′  |
| Gedacktbaß     | 8′  |
| Violoncellobaß | 8′  |
| Octave         | 4′  |
| Kleinbaß       | 2′  |

Nebenregister
- Glockenspiel
- Koppeln: Manualkoppel, Pedal - Hauptwerk.